# Callothlaspi abchasicum
Callothlaspi abchasicum är en korsblommig växtart som beskrevs av Friedrich Karl Meyer. Callothlaspi abchasicum ingår i släktet Callothlaspi och familjen korsblommiga växter. Inga underarter finns listade i Catalogue of Life.